# Санкт-Леонхард-бай-Фрайштадт
Санкт-Леонхард-бай-Фрайштадт (нем. Sankt Leonhard bei Freistadt) — ярмарочная коммуна  (Marktgemeinde) в Австрии, в федеральной земле Верхняя Австрия.
Входит в состав округа Фрайштадт. Население составляет 1442 человека (на 31 декабря 2005 года). Занимает площадь 35 км². Официальный код — 40617.

## Политическая ситуация
Бургомистр коммуны — Йозеф Лангталер (АНП) по результатам выборов 2003 года.
Совет представителей коммуны (нем. Gemeinderat) состоит из 19 мест.
- АНП занимает 12 мест.
- СДПА занимает 7 мест.